# Monika de Habsbourg
Monika de Habsbourg (née le 13 septembre 1954, à Wurtzbourg), née Monika Maria Roberta Antonia Raphaela Habsburg-Lothringen, duchesse de Santangelo, est la fille d'Otto de Habsbourg-Lorraine et de Regina de Saxe-Meiningen. 

## Jeunesse
Monika de Habsbourg est née à Wurtzbourg, en Bavière, deuxième enfant d'Otto de Habsbourg-Lorraine, le prince héritier d'Autriche, et de son épouse, la princesse Regina de Saxe-Meiningen. Elle est la sœur jumelle aînée de Michaela de Habsbourg. Elle est élevée au domicile de ses parents en exil à la Villa Austria, à Pöcking, en Bavière.
Elle est la petite-fille du dernier empereur autrichien, Charles Ier. Cependant, elle n'utilise pas ses titres ancestraux en tant que membre de la maison de Habsbourg, car l'utilisation de ces titres est illégale en Hongrie et en Autriche. 

## Mariage
Monika de Habsbourg épouse un grand d'Espagne, Don Luis María Gonzague de Casanova-Cárdenas y Barón (né le 24 avril 1950 à Madrid), duc de Santangelo (et duc de Maqueda, jusqu'à ce que la grandesse soit revendiqué avec succès par sa sœur aînée en 2005), fils unique de Balthasar de Casanova-Cárdenas y de Ferrer et de María de los Dolores Barón y Osorio de Moscoso, duchesse de Maqueda, le 21 juin 1980 à Pöcking, Allemagne. Agriculteur et dirigeant d'entreprise,  lui et Monika ont élevé leurs enfants dans l'ancien château maure de La Rápita (es) à Vallfogona de Balaguer, dans la province catalane de Lérida, en Espagne. Cousins au cinquième degré, car tous deux descendants des filles de François Ier des Deux-Siciles, le couple est actif dans les activités civiques et caritatives des ordres chevaleresques régionaux espagnols du Real Cuerpo de la Nobleza de Cataluña et de l'Armurerie royale de cavalerie de Valence (es). Ils ont quatre fils :  
- Baltasar Carlos de Casanova y Habsburgo-Lorena, 23e marquis de Elche (né le 17 août 1981 à Rapita, Vallfogona de Balaguer)
- Gabriel Maria de Casanova y Habsburgo-Lorena (né le 23 mars 1983 à Barcelone)
- Rafael Maria de Casanova y Habsburgo-Lorena (né le 18 août 1986 à Rapita, Vallfogona de Balaguer)
- Santiago de Casanova y Habsburgo-Lorena (né le 26 avril 1993 à Barcelone)

## Titres et honneurs

### Titulature
- 13 septembre 1954 - 21 juin 1980 : Son Altesse Impériale et Royale l'archiduchesse Monika d'Autriche
- 21 juin 1980 - 31 octobre 1989  : Son Altesse Impériale et Royale l'archiduchesse Monika d'Autriche, duchesse héréditaire de Santángelo et de Maqueda, marquise d'Elche
- 31 octobre 1989 - 20 mars 2005 : Son Altesse Impériale et Royale l'archiduchesse Monika d'Autriche, duchesse de Santángelo et de Maqueda, comtesse de Valhermoso, comtesse de Lodosa, baronne de Liñola
- depuis le 20 mars 2005 : Son Altesse Impériale et Royale l'Archiduchesse Monika d'Autriche, duchesse de Santángelo, comtesse de Valhermoso, comtesse de Lodosa [3]

### Distinctions
- Maison de Habsbourg : Dame de l'Ordre de la Croix étoilée, 1re classe [5],[6],[7]
- Espagne : Dame Grand-Croix de l'Ordre civil d'Alphonse X, le Sage [8]